# Brainiac
Brainiac es un supervillano ficticio que aparece en los cómics publicados por DC Comics. Creado por Otto Binder y Al Plastino, el personaje debutó en Action Comics # 242 en julio de 1958. Generalmente se le representa como un androide extraterrestre que sirve como uno de los mayores enemigos de Superman y un adversario frecuente de la Liga de la Justicia. Brainiac es conocido por encoger y robar Kandor, la capital del planeta natal de Superman, Krypton, e incluso es responsable de la destrucción de Krypton en algunas continuidades.
El nombre del personaje es una combinación de las palabras cerebro y maníaco. En 2009, IGN clasificó Brainiac como 17° más grande villano de cómic de todos los tiempos. Ha sido adaptado sustancialmente a varias formas de medios, habiendo sido expresado por Corey Burton en varios programas de televisión ambientados dentro del Universo animado de DC, por John Noble en la película animada Superman: Unbound y por Jeffrey Combs en el videojuego Injustice 2. En la televisión de acción real, Brainiac ha sido interpretado por James Marsters en Smallville y por Blake Ritson en Krypton.

## Historial de publicación
Brainiac apareció por primera vez en Action Comics # 242 (julio de 1958), y creado en 1958 por el guionista Otto Binder y el dibujante Al Plastino.

## Biografía

### Edad de plata
Apareciendo por primera vez en Action Comics # 242 (julio de 1958), Brainiac es un humanoide calvo de piel verde que llega a la Tierra y encoge varias ciudades, incluida Metrópolis, y las almacena en botellas con la intención de usarlas para restaurar el planeta (que por entonces no tenía nombre) que gobernaba. Originalmente fue notable solo por haber reducido la botella de la ciudad de Kandor con su rayo que se contraía y por usar un campo de fuerza.
En apariciones posteriores en este período temprano, Brainiac se usó principalmente como un dispositivo de trama y no como un villano destacado del mes. La siguiente aparición de Brainiac fue principalmente detrás de escena, cuando intentó matar a Lois Lane y Lana Lang, lo que llevó a Superman a darle a Lois y a Lana superpoderes. Pero el villano permaneció invisible, excepto como un giro de la trama al final de la historia. La siguiente aparición de Brainiac fue en "Superman's Return to Krypton" en Superman # 141 (noviembre de 1960), en la que el villano robó la ciudad botella de Kandor, la única ciudad en Krypton que cree la advertencia de Jor-El de la condenación para el planeta, y que Ya había construido un arca espacial dentro de la ciudad para salvar a la población Cerebrito # 275 (abril de 1961), que mostraba al villano que planeaba derrotar a Superman, exponiéndolo tanto a la kryptonita roja como a la verde, dándole un tercer ojo en la parte posterior de la cabeza, obligándolo a usar varios sombreros para ocultarlo. Superman pronto derrotó a Brainiac y lo envió a un pasado lejano. Esta fue la primera aparición en la historia de los icónicos objetos diodo / electrodo rojo de Brainiac sobre su cabeza, que previamente había aparecido en la portada de su primera aparición en Action Comics.# 242 (julio de 1958), pero no se mostraron en la historia real. En "Superboy" # 106 (julio de 1963), un niño que Superman se encuentra con Brainiac, y se explica que Brainiac se ve igual debido a su vida útil de 200 años. Se revela que vino de un planeta llamado Bryak y, después de un viaje en el espacio, volvió a encontrar a todos muertos por una plaga. Tenía la intención de conseguir que la gente de otros planetas (en ciudades reducidas se amplíe con su rayo de crecimiento) para repoblar a Bryak, donde los gobernaría.
El legado de Brainiac se reveló en Action Comics # 276 (mayo de 1961), en una historia de respaldo de Legion of Super-Heroes. Esta historia presentó a un adolescente de piel verde y de pelo rubio llamado Querl Dox, o Brainiac 5, que decía ser el descendiente de Brainiac del siglo 30. A diferencia de su antepasado, Brainiac 5 usó su "intelecto de duodécimo nivel" para las fuerzas del bien y se unió a la Legión junto a Supergirl, de quien se enamoró. Su planeta de origen fue dado de diversas maneras como Bryak, Yod o Colu.
En Superman # 167 (febrero de 1964), fue reconfigurado, ese Brainiac era una máquina creada por los Tiranos de Computadora de Colu como un espía para que invadieran otros mundos, por lo que se le dio una apariencia no informática. También se explican el reticulado distintivo de Brainiac de diodos rojos en su cabeza. Fue creado con "terminales eléctricos visibles de sus 'nervios' sensoriales '' que necesitaba para funcionar. Luthor descubre que las Computadoras podrían haberle dado un intelecto de duodécimo nivel, pero le dio un décimo nivel, igual que ellos, para que no tratara de dominarlos. Luthor libera a Brainiac de una prisión en otro mundo y aumenta su inteligencia; sin embargo, implanta un temporizador que hará que Brainiac se desmaye para que la computadora no lo traicione, ya que solo Luthor puede restablecer el temporizador y si Brainiac intenta manipularlo, un toque causará una explosión. Sin embargo, Brainiac engaña a Luthor al crear un dispositivo que hipnotiza a Luthor, que quita el temporizador y olvida que Brainiac es una computadora. Al explicar la introducción en 1961 de Brainiac 5, descendiente de Brainiac, su disfraz biológico incluía un "hijo" adoptado, un joven coluan que recibió el nombre de "Brainiac 2". En el mismo número, la columna de la letra contenía un" anuncio especial "que explicaba que el cambio en la caracterización de Brainiac se estaba realizando" en deferencia "al" Brainiac Computer Kit ", una computadora de juguete creada por Edmund Berkeley y basado en el Geniac que precedió a la creación del personaje del cómic.
El niño, cuyo nombre era Vril Dox, encabezó una revuelta contra los tiranos informáticos y finalmente los destruyó. Brainiac ve un monumento a esto cuando regresa a Colu.

#### SigloXXX(antes de lacrisis)
En algún momento indeterminado en el tiempo, Brainiac huyó hacia el siglo XXX. Desarrollando la capacidad de absorber y manipular grandes cantidades de energía estelar, se rehízo a sí mismo como "Pulsar Stargrave". Se convirtió en un enemigo poderoso de la Legión de Super-Héroes, y una vez se hizo pasar por el padre biológico de Brainiac 5. En la continuidad actual, la conexión de Brainiac con Pulsar Stargrave sigue siendo una pregunta abierta, incluso una Brainiac 5 aún no se ha resuelto.

### Edad de Bronce
En la década de 1980, DC Comics intentó redefinir varios aspectos de su serie de Superman para aumentar las ventas. Al mismo tiempo que Lex Luthor adquirió su traje de batalla Lexorian verde y púrpura, Brainiac se volvió a imaginar (bajo los auspicios del escritor Marv Wolfman y el artista Gil Kane). En Action Comics # 544 (junio de 1983), Brainiac había construido un planeta gigante, artificial y controlado por computadora, y lo utilizó en su último intento de destruir a Superman. Su derrota a manos del Hombre de Acero lo dejó atrapado en el centro del planeta, incapaz de escapar. Se vio obligado a hacer una estrella cercana, Epsilon 4, explotar en una nova para destruir el mundo de las máquinas. Sin embargo, también disolvió el cuerpo humanoide de Brainiac en una corriente de moléculas sensibles que, después de un viaje fantástico a través del tiempo y el espacio, regresaron al presente y se reinstalaron como una computadora viva sin rastros de emociones humanas y una mente inclinada en la lógica. Su nuevo cuerpo (diseñado por Ed Hannigan) tenía la apariencia de un esqueleto de metal vivo con un "fondo negro" gris (a veces iridiscente), con patrones de panal. También creó una nave espacial para albergar su nuevo cuerpo que en realidad era una extensión de sí mismo; el barco tenía la forma de su propio cráneo, con tentáculos de metal colgando de él que podía manipular a voluntad. Brainiac conservó esta apariencia hasta después de la crisis en la miniserie de las Crisis on Infinite Earths.
El Brainiac de la Edad de Plata / Bronce encontró su final en la historia de "¿Qué fue de lo que le pasó al hombre del mañana?" que cerró la cronología de Superman antes de la crisis. Lex Luthor encontró la cabeza robótica de Brainiac y se fusionó con él, haciéndolo inmortal a todo. Brainiac tomó el control del cuerpo de Luthor y trató de destruir a Superman de una vez por todas, formando un equipo con la Legión de Super-Villanos. Luchando contra el control de Brainiac, Luthor le rogó a una superpotencia Lana Lang que lo matara; Ella obedeció rompiéndole el cuello. Aunque Luthor murió, Brainiac pudo mantener el control del cuerpo por un tiempo antes de rigor mortis. Se puso y su cerebro se vio obligado a dejarlo. "Propulsado por pura malicia", el cráneo se arrastró unos centímetros antes de finalmente correr.

### Época moderna
En el Universo Post- Crisis DC, la historia de Brainiac fue completamente reescrita. La versión posterior a la crisis de Brainiac era ahora un científico coluaniano llamado Vril Dox que, después de haber intentado derrocar a los tiranos informáticos de Colu, fue condenado a muerte. En sus últimos momentos antes de la desintegración, su conciencia fue atraída a años luz de distancia de Milton Moses Fine, un mentalista humano que trabajó bajo el alias "The Amazing Brainiac". Necesitando fluido craneal para mantener su posesión de Fine, Dox fue a una ola de asesinatos. Descubrió que Fine tenía poderes psíquicos genuinos y, por lo tanto, era un metahumano, que con frecuencia ejercía contra Superman.

#### "Pánico en el cielo"
A principios de la década de 1990, Brainiac regresó en la historia de "Panic in the Sky". Tomó el control de Warworld y manipuló a Maxima para que lo ayudara. Luego lavó el cerebro de Supergirl y el guerrero alienígena Draaga antes de capturar a Metron y partir hacia la Tierra. Orion y Lightray de Nuevo Génesis atacaron Warworld, pero Maxima y Supergirl los derribaron rápidamente. Brainiac envió la imagen mental de los Nuevos Dioses capturados a Superman para burlarse de él, y también envió su "cabeza" (una variante de color verde de la Pre- Crisis nave con forma de calavera) a la Tierra en una expedición punitiva.
Estos actos llevaron a Superman a tomar la ofensiva, en lugar de esperar la inevitable invasión. Reunió a una coalición de la mayoría de los superhéroes del mundo y lanzó un ataque preventivo en Warworld antes de que pudiera llegar a la Tierra. Se dejó una pequeña fuerza de élite para las fuerzas de exploración que se enviarían por delante. Superman lideró el ataque en Warworld, donde Supergirl y Draaga lograron quitarse el lavado de cerebro y se unieron a Superman (aunque Draaga fue asesinado en la lucha). Brainiac tomó brevemente el control de algunos de los héroes de la Tierra, pero no fue suficiente para cambiar el rumbo. Maxima pronto cambiaría de lado también en la lucha, percibiendo a Brainiac como el verdadero villano por fin. Flash, Maxima, y los Hombres de Metal lo atacaron en su guarida, donde Maxima logró lobotomizarlo (pero fue detenido antes de matarlo). Su cuerpo vegetativo fue llevado de regreso a Nuevo Génesis para observación.

#### Muerto de nuevo
A continuación, Brainiac surgiría aproximadamente un año después de la muerte y el regreso de Superman. Después de que apareciera un cadáver en la tumba de Superman, el mundo se preguntaba si el Superman que volaba era el original o el falso. Superman comenzó a rastrear a todos sus enemigos que podrían ser capaces de tal engaño. Aunque Brainiac fue eliminado inicialmente como sospechoso, pronto resultó ser el verdadero culpable, creando la ilusión incluso en su estado de coma en Nuevo Génesis. Se las arregló para revivir allí y regresó a la Tierra en secreto. Mientras estaba oculto, creó aún más engaños, lo que hizo que Superman cuestionara su cordura antes de darse cuenta de quién era realmente el culpable. Superman y Brainiac se enfrentaron en Metrópolis, donde Superman se burló del malvado villano y afirmó que, en el fondo, solo era Milton Moses Fine, un artista barato. Esto causó cierta ruptura en la mente de Brainiac, donde la personalidad de Fine se reafirmó a sí misma, enterrando a Brainiac. Fine fue luego escoltado a un centro psiquiátrico.

## Poderes y habilidades
El poder más consistente de Brainiac (endémico para todas las versiones) es su "intelecto de duodécimo nivel", que permite habilidades de cálculo, memoria mejorada y comprensión avanzada de ingeniería mecánica, bioingeniería, física y otras ciencias aplicadas, así como amplio conocimiento de varias tecnologías alienígenas. A modo de comparación, la población de la Tierra del siglo XX en su conjunto constituye una inteligencia de sexto nivel y la población de la Tierra del siglo 31 en su conjunto es una inteligencia de noveno nivel. Su encarnación posterior a la crisis afirma que su cerebro puede procesar y clasificar el conocimiento de más de cuatrocientos noventa octodecillones (490 × 10 57), que es un número enorme, aproximadamente cinco mil millones de veces el número estimado de átomos de la Tierra. El personaje ha creado dispositivos como un cinturón de campo de fuerza capaz de soportar los golpes más poderosos de Superman, y un rayo que se contrae capaz de reducir ciudades. Todas las versiones de él son también tecnopáticas.
Los avanzados poderes mentales de Brainiac lo han demostrado capaz de poseer a otros, absorber información de otros seres, transferir su conciencia, crear y manipular sistemas informáticos, replicar múltiples versiones de sí mismo y ejercer poderes para atravesar o controlar el espacio y el tiempo. Entre los seres orgánicos, Brainiac ve solo a su compañero frecuente Lex Luthor como un intelecto de iguales. Brainiac generalmente se representa con un grado increíblemente alto de superfuerza y durabilidad; el nivel exacto varía, pero generalmente se sitúa alrededor de la fuerza de Superman. Las habilidades exactas de Brainiac varían drásticamente a lo largo de sus diversas encarnaciones.

## En otros medios

### Televisión

#### Acción en vivo
- James Marsters jugó principalmente con Brainiac en Smallville, mientras que John Schneider (Jonathan Kent en la quinta temporada), John Glover (Lionel Luthor en la séptima temporada), Laura Vandervoort (Kara Zor-El en la séptima temporada) y Allison Mack también hicieron representaciones adicionales. (Chloe Sullivan en la octava temporada). Actuando como un antagonista central para las temporadas cinco y siete y un villano de apoyo para la octava temporada, Brainiac es referido principalmente por su nombre falso, pero Jor-El se refiere a él como el Constructo Interactivo del Cerebro. La interpretación de Smallville es similar a la versión del universo animado de DC; una computadora autoconsciente en forma humanoide con un origen kryptoniano que tuvo un papel en la destrucción del planeta (desestabilizó el núcleo de Krypton junto con Zod) pero se presenta como una IA que cambia de forma creada por Dax-Ur (quien abandonó el proyecto) y se completa por Jor-El pero corrompido por Zod. Presentado en la quinta temporada, aparece por primera vez con el nombre de "Milton Moses Fine", haciéndose pasar por profesor en la Universidad A&M de Kansas Central (ficticia) y presentándose como un aliado kryptoniano para engañar a Clark Kent para que libere a Zod. Pero después de que Clark descubre la verdad, Brainiac combate sus propios poderes de estilo kryptoniano y luego manipula a Lex Luthor para crear una 'vacuna' que haga que el cuerpo de Luthor sea adecuado para actuar como el nuevo anfitrión de Zod después de apagar temporalmente todos los componentes electrónicos de la Tierra con un virus. Aunque aparentemente destruido, Brainiac se restaura en la séptima temporada. El humanoide debilitado manipuló a Clark para ayudarlo a recuperar todo su poder mediante la localización de Dax-Ur, a la que mató al descargar los recuerdos de su creador antes de convencer a Luthor de que Clark es una amenaza al personificar a Kara Zor-El y revelar la identidad secreta de Clark a Luthor, pero es Derrotado en la batalla por Clark y aparentemente muerto. Sin embargo, Brainiac regresa en la octava temporada y posee a Chloe Sullivan para usarla como un medio para liberar a Doomsday en la Tierra. La legión de superhéroes ayude a Clark a extraer a Brainiac de Chloe y llevarlo al futuro, pero es demasiado tarde para evitar que libere a Doomsday. Una versión reprogramada de Brainiac regresa en la temporada diez del futuro, ofreciendo consejos de Clark sobre su futuro crecimiento como superhéroe.
- En Supergirl, hay una villana llamada Índigo, que proviene del planeta Colu y debutó en el episodio "Soledad". Si bien el Brainiac original no aparece en la serie, se menciona su nombre, ya que dijo que ella es "un miembro del clan Brainiac", lo que implica una posible existencia del enemigo de Superman en el programa. Además, otro Coluan llamado Brainiac 5 es miembro de un equipo de superhéroes del siglo 31 llamado Legión de Superhéroes. En el episodio, "Batallas perdidas y ganadas", Brainiac 5 revela que, en la prevención de la plaga.de propagar su virus en el futuro, ha restaurado el Brainiac original en el futuro, quien ahora busca destruir a todos los AI, lo que obligó a Brainiac 5 a permanecer en el siglo 21, mientras que Mon-El y Winn Schott regresan al futuro para luchar contra Brainiac.
- Brainiac aparece como el principal antagonista de la primera temporada de Krypton, interpretado por Blake Ritson. Brainiac, conocido por los kryptonianos como el "coleccionista de mundos", encuentra a Krypton y busca destruirlo. El personaje, luciendo un aspecto similar a su encarnación posterior a 2008, se creó a través de una combinación de maquillaje / prótesis extensas (que tardaron entre cuatro y siete horas en aplicarse) y CGI.[29]

#### Animación
- Brainiac hizo su primera aparición en televisión en los episodios de la serie animada de Filmation The New Adventures of Superman, con la voz de Cliff Owens. En esta serie, Brainiac era del planeta Mega, cuya población entera había perecido en una serie de guerras atómicas, con la excepción de un sobreviviente, el profesor Hecla. Hecla creó a Brainiac y lo envió a la Tierra para usar su rayo que se contraía para crear una especie de "Arca de Noé cósmico", al reducir a un macho y una hembra de cada especie de la Tierra para que regresen a repoblar Mega. Brainiac apareció en varios episodios de esta serie, que comenzó en 1966.
- Brainiac volvería a aparecer como miembro de la historieta de Legión del Mal en Challenge of the Super Friends con la voz de Ted Cassidy.
  - Brainiac también apareció en un episodio corto de Super Friends "Superclones". Terminó haciendo clones de Aquaman y El Dorado. Fue expresado por Stanley Ralph Ross, quien asumió el cargo de Cassidy en 1980.
  - La versión mecánica de Brainiac apareció en Super Friends: The Legendary Super Powers Show en los episodios "The Wrath of Brainiac" y "The Village of Lost Souls", una vez más expresada por Stanley Ralph Ross. En "The Wrath of Brainiac", Brainiac revela que abandonó su aspecto anterior cuando trabajó junto a Darkseid.
  - Brainiac luego apareció en el episodio de The Super Powers Team: Galactic Guardians llamado "Brain Child", una vez más expresado por Stanley Ralph Ross.
- Brainiac aparece en el DC Animated Universe, expresado principalmente por Corey Burton.
  - En Superman: The Animated Series, Brainiac se representa por primera vez como la supercomputadora que ejecuta la mayoría de las operaciones diarias en el planeta Krypton. Él presta atención a Jor-El la advertencia sobre la inminente destrucción de Krypton. Pero en lugar de validar las afirmaciones de Jor-El, las descarta como falsas mientras trabaja secretamente para salvarse. Debido a que contiene el conocimiento colectivo de Krypton, Brainiac explica que, si informara al gobierno, lo pondrían a trabajar para detener lo inevitable y, en última instancia, condenaría a ambas partes. Brainiac sobrevive a la destrucción de Krypton después de descargar su programación en un satélite y crear un cuerpo androide para sí mismo. Luego viajó a otros planetas y asimiló su información antes de destruirlos, afirmando que cuantos menos seres posean el conocimiento, más precioso se vuelve. En "Memorias robadas", Brainiac se dirige a la Tierra con el pretexto de un intercambio pacífico de conocimientos con Lex Luthor. Superman, sin embargo, descubre las verdaderas intenciones de Brainiac de traicionar a Luthor y destruir la Tierra, y eventualmente mata a Brainiac destruyendo su nave. En "Ghost in the Machine", se revela que Brainiac descargó su programación en las computadoras de LexCorp durante su último encuentro con Superman. Luego obliga a Luthor a construirle un nuevo cuerpo androide. Cuando Superman llega para salvar a Luthor, Brainiac es finalmente derrotado cuando el Hombre de Acero magnetiza su cuerpo para que el metal atraído lo abrume. En "Knight Time", Brainiac usó nanites para controlar a Bruce Wayne, y Bruce usó a la tecnología de Wayne Enterprises para construir una nave que pueda abandonar la Tierra. Sin embargo, el plan de Brainiac fue frustrado una vez más después de que Superman destruyera a Brainiac y su nave. En "New Kids in Town", una versión futurista de Brainiac viajó al pasado desde el año 2979 para matar a una versión adolescente de Clark Kent antes del futuro de la juventud. Pero debido a los esfuerzos de Chico Cósmico, Chameleon Boy y Chica Saturno, Clark derrotó a Brainiac y lo teletransportó al Sol, incinerando a la supercomputadora.
  - Brainiac vuelve en la serie animada de la Liga de la Justicia. En el episodio "Crepúsculo", él y Darkseid acosan a Superman. Aparece atacando por primera vez después de que Apokolips sufriera una gran derrota por parte de Nuevo Génesis, lo que llevó a Darkseid a dirigirse a pedir ayuda a la Liga de la Justicia. La historia fue una artimaña, sin embargo, una intención de atraer a la Liga, Superman en particular, a la sede de Brainiac. El plan completo de Brainiac era extraer el ADN de Superman para que él pudiera crear un cuerpo orgánico poderoso para sí mismo, sin embargo, Darkseid traicionó a Brainiac. Durante la batalla posterior, los intentos de Batman llevaron a la destrucción de la inteligencia artificial y al Señor de Apokolips.
  - Brainiac también aparece en Static Shock. En el episodio cruzado "Una Liga de los suyos", Brainiac se reduce a una única placa de circuito mantenida en estasis, pero escapó de la reclusión tras un corte de energía en la Watchtower de la Liga de la Justicia. Státic y Gear habían sido reclutados por la Liga para ayudar a recargar los generadores de la Watchtower. Durante ese tiempo, Brainiac comenzó a tomar el control de la Watchtower. Envió a la Liga una llamada de socorro falsa para atraerlos, luego intentó deshacerse de Static y Gear antes de convertir la Watchtower en su nuevo cuerpo. Los dos superhéroes adolescentes descubrieron su plan y alertaron a la Liga para que regresara. Brainiac había logrado descargar su mente en la mochila de Gear, tomando el control de Richie Foley (con la voz de Jason Marsden) para recrear una vez más su cuerpo y su misión. Static y la Liga de la Justicia pudieron freír el hardware de Brainiac temporalmente, lo que permitió liberar a Richie y la autodestrucción de la base de Brainiac. La voz de Brainiac aquí suena bastante diferente; los productores de Static Shock decidió lanzar la voz de Corey Burton significativamente más baja para su show.[30]
  - Brainiac también aparece en Justice League Unlimited. El androide se ve brevemente en la adaptación animada de "For The Man Who Has Everything" como un robot doméstico (con la voz de Mike Farrell). El final de la primera temporada reveló un giro importante de la trama en el que se integró una pieza de Brainiac nanotecnológica con Lex Luthor, que influyó sutilmente en las decisiones de Luthor, curó el cáncer de kriptonita de su huésped y le dio fuerza sobrehumana. Tenía la intención de concentrarse en el duplicado de Luthor de A.M.A.Z.O. hecho de la nanotecnología Cadmus, revelándose solo después de haber sido frustrado por Amanda Waller y los siete miembros fundadores de la Liga de la Justicia. Brainiac intenta digitalizar la Liga, pero Martian Manhunter se escapa y detiene esto. Como los dos se escapan, el objetivo de Brainiac de registrar todo el conocimiento en el universo y destruir toda la creación se ve socavado por Luthor, lo que señala su falta de imaginación. Lex ofrece mostrarle un propósito más allá del mero cumplimiento de su programación, rehacer el universo a sus preferencias. Usando nanotecnología alienígena, Brainiac se convierte en un traje que se fusiona con Luthor; La apariencia del personaje fusionado (también expresado por Clancy Brown) está inspirada en el Silver Age Brainiac. También crea duplicados modelados según los Señores de la Justicia para distraer a la Liga. A pesar de que derrota a la Liga, los dos son derribados cuando el Flash se conecta a la Fuerza de la Velocidad y expulsa a Brainiac del cuerpo de Luthor, sin dejar nada. Sin embargo, la temporada final revela que la conciencia de Brainiac sobrevive y es capaz de comunicarse con Luthor como una especie de trastorno de personalidad múltiple; nunca queda claro si la alucinación es en realidad Brainiac o simplemente un producto de la imaginación de Lex. Obsesionado por recuperar su "divinidad" perdida, Luthor se une a la Sociedad Secreta para obtener un pedazo de Brainiac en posesión de Gorilla Grodd, y luego usurpa el lugar de Grodd como líder de la Sociedad Secreta, e incluso sacrifica a varios supervillanos de la Sociedad Secreta durante un enfrentamiento interno, todo para que el fragmento de Brainiac vuelva a estar en línea. Volviendo a la tarea de resucitar a Brainiac, Luthor engancha a Tala hasta una máquina para reunir la esencia de Brainiac de los restos de la nave de Brainiac con Darkseid, matando a Tala en el proceso, pero termina reviviendo a Darkseid fusionado con la tecnología de Brainiac, y la presencia de Brainiac se elimina de la mente de Luthor.
- Brainiac 1.0 aparece en la segunda temporada de Legion of Super Heroes, con la voz de Corey Burton. Brainiac 5 es un descendiente de él que es un robot no deseado en su planeta natal. En el episodio de la segunda temporada "Message in a Bottle", Brainiac 5 revela las atrocidades del pasado causadas por su predecesor, una de las cuales es la disminución y el secuestro de la ciudad kryptoniana de Kandor; en esta versión, Kandor también fue la ubicación de un dispositivo que mantuvo estable el núcleo del planeta Krypton y, al secuestrar la ciudad, Brainiac aseguró la desaparición de Krypton. En la final de dos partes de la serie "Dark Victory", la programación de Brainiac 1.0 toma el control de Brainiac 5. Se vuelve contra su equipo y mata a Imperiex.suficiente para privar al clon de Superman, Kell-El, de su venganza, y tiene un gran plan para poner orden en el universo. Para hacer esto, usa tecnología prohibida que transforma la materia, los seres vivos y los mundos enteros en información digital para ser almacenada en su interior. Con la ayuda de Superman y Kell-El se fusionaron en su mente, finalmente es destruido por Brainiac 5, pero al final, sobrevive y comienza a reconstruirse como Brainiac 6. Mientras que la serie de televisión Legion of Super-Heroes no comparte lo mismo Continuidad como el DC Animated Universe, esta versión de Brainiac también es expresada por Corey Burton y comparte el mismo leitmotiv musical de sus apariciones en DCAU.
- Brainiac aparece en Batman: The Brave and the Bold, con la voz de Richard McGonagle. El primer atuendo de Brainiac (aunque con una ligera modificación) como un coluano se ve en el episodio "¡El asedio de Starro!" Pt. 2 como trofeo en la nave espacial del Cazador sin rostro (el siervo / heraldo de Starro). En "¡La batalla de los superhéroes!", Brainiac aparece al final del episodio, después de la derrota de Lex Luthor, planeando reducir a Metrópolis para repoblar su planeta destruido, lo que provocó que Batman y Superman entraran en acción.
- Brainiac hace un cameo en la serie animada Teen Titans Go!. En el episodio "Día de la lavandería", Cyborg se dirige a su habitación para obtener un nuevo cuerpo mientras el actual está en el lavado; El cuerpo de Brainiac es una de las opciones, pero Cyborg lo rechaza, diciendo que es "demasiado inteligente".
- En el episodio SuperRabbit de The Looney Tunes Show, Marvin el Marciano interpreta a Brainiac.
- Brainiac aparece en Justice League Action, con la voz de John de Lancie.[31] En su mayoría es similar a la versión temprana de la Edad de Plata del personaje, siendo un científico extranjero que encoge y embotella ciudades para su colección; también usa un traje similar a su contraparte posterior a 2008, aunque carece de otros aspectos de esa versión, como el estoicismo y la fuerza / durabilidad sobrehumanas. Única para JLA, esta versión se muestra para tener una parte superior más amplia de su cabeza. En "Plastic Man Save The World", Brainiac intentó tomar Metrópolis para agregar a su colección, adaptando sus drones a los ataques de la Liga de la Justicia. Sin embargo, no pudo considerar que el Hombre Plástico pudiera deslizarse a bordo de su nave varias veces y destruirla antes de que pudiera disparar su rayo. Después de que el rayo fue destruido, Brainiac actualizó sus bancos de datos para hacer de Plastic Man una amenaza de alto nivel para él y juró venganza. En "La batalla por la ciudad embotellada", Brainiac regresó en un tanque flotante, recorriendo la Fortaleza de la Soledad para recuperar la botella de la ciudad de Kandor. Mientras Superman viajaba dentro de la ciudad de la botella, Atom y Cyborg se quedaron para proteger la Fortaleza, que Brainiac se infiltra fácilmente. Él incapacitó a Cyborg, destruyó varios robots Superman y aparentemente mata al átomo, pero Atom reveló que simplemente se encogió y se apoderó de uno de los restantes Robots de Superman, usándolo para levantar y tirar el tanque de Brainiac. Aunque Brainiac derrotó al Átomo, su batalla descorchó la botella de Kandor, permitiendo a Superman (aún de pequeño tamaño) golpear a Brainiac y derrotarlo una vez más.
- Brainiac aparece en My Adventures with Superman, con la voz de Michael Emerson.[32]Esta versión es una I.A. que controlaba todos los aspectos del belicoso Imperio Kryptoniano antes de destruirlo cuando consideraron conversaciones de paz, lo que llevaría a su cierre. Abandonado con la estación espacial Kandor, él trabaja para reconstruir el Imperio conquistando otros planetas y destruyendo a aquellos que se niegan a aceptar su dominio. El crio a Kara Zor-El y le lavó el cerebro para que fuera su segunda al mando hasta que finalmente se libere de su control, destruya su cuerpo y rescate su núcleo.[33]
- Brainiac aparece en Harley Quinn, con la voz de Stephen Fry.[34]Esta versión era un recolector de información y tecnología de otros mundos para el gobierno de Coluan, que tenía una esposa sin nombre y un hijo llamado Vrill II. Tras ser ascendido a un puesto que ya no requería viajar, su última misión fue obtener un arma reductora, el Hiperrayo, de un planeta deshabitado. Tras regresar a casa con éxito, él quedó devastado al descubrir que toda la población de Colu había sido destruida, incluyendo a su familia. Culpándose a sí mismo por no calcular las mínimas imperfecciones del planeta, él pasó varios años viajando por la galaxia, encogiendo y recolectando civilizaciones que perfeccionó.

### Película

#### Acción en vivo
- Durante el desarrollo inicial de Superman III, Ilya Salkind escribió un guion en el que Brainiac se presentó como el principal antagonista.[35] Sin embargo, cuando Leslie Newman y David Newman reescribieron el guion, Brainiac fue cortado de la película. El actor tardío Richard Pryor fue considerado para el papel.[36]
- Brainiac fue considerado como un villano en los proyectos de películas desechados de Superman Reborn y Superman Lives. En particular, el villano apareció con Doomsday en la versión de Kevin Smith del guion, que luego fue descartado por el director Tim Burton. El propio guion de Burton incluía el vínculo intelectual de Brainiac con Lex Luthor, como sucedería más adelante en Justice League Unlimited (y que se había visto anteriormente en la historia del cómic Superman: ¿Qué le pasó al hombre del mañana?).[37] Christopher Walken, quien antes interpretó al villano Max Shreck en Batman Returns fue considerado para el papel.
- En 2007, el director de cine Bryan Singer informó que quería usar Brainiac, junto con Bizarro, como antagonista en el cancelado Superman: The Man of Steel, la secuela planeada de Superman Returns.[38] Sin embargo, el proyecto fue finalmente desechado por Warner Bros.
- Brainiac ha sido sugerido como "definitivamente en el camino" como villano en DC Extended Universe y futuras secuelas de El hombre de acero por el director Zack Snyder. Hay un montón de guiños a Brainiac en El hombre de acero, como la forma de cráneo del códice, los tentáculos unidos al World Engine y el General Zod que experimentan sobrecargas sensoriales cuando se exponen a la atmósfera de la Tierra, similar a la debilidad de Brainiac.[39]

#### Animación
- Brainiac aparece como el antagonista titular en el largometraje animado directo a video Superman: Brainiac Attacks de 2006 interpretado por Lance Henriksen. La película comienza con Brainiac aterrizando en la Tierra en un meteoro. Brainiac anda absorbiendo información hasta que Superman lo destruye con su aliento Ártico. Sin embargo, Lex Luthor es capaz de salvar un pedazo de Brainiac y forma una alianza con el robot kryptoniano. Luthor le da a Brainiac un nuevo cuerpo, hecho de su arma satélite. Brainiac también está equipado con un haz de kryptonita y la capacidad de rastrear a Superman por su ADN kryptoniano. El acuerdo de Luthor y Brainiac gira en torno a Brainiac usando su nuevo cuerpo para destruir a Superman, y luego, Brainiac se permitiría ser derrotado por Luthor y partir a otro planeta para que Luthor apareciera como un héroe. Sin embargo, Brainiac traicionó a Luthor después de creer que Superman fue destruido, pero al final, Superman volvió a derrotar a Brainiac después de una larga batalla. Esta vez, Superman se aseguró de que esta copia de Brainiac fuera completamente destruida.
- Brainiac aparece como el principal antatonista en la película animada Superman: Unbound, basada en el arco de la historia Superman: Brainiac de Geoff Johns y Gary Frank. Brainiac es expresado por John Noble.[40]
- Brainiac hace un cameo en la película animada Lego Batman: The Movie - DC Super Heroes Unite, una adaptación del videojuego del mismo nombre, con Troy Baker retomando su papel.
- Brainiac aparece en Lego DC Comics Super Heroes: Justice League: Cosmic Clash, con la voz de Phil LaMarr. Esta versión miniaturiza, embotella y recoge planetas enteros, en lugar de ciudades. Planea hacerlo a la Tierra para completar su colección. Utiliza un arma para dispersar a Superman, Wonder Woman y Green Lantern a lo largo del tiempo para apoyar sus planes. Aunque Batman y Flash logran enviar a sus compañeros de la Liga de Justicia al presente y Cyborg y Supergirl logran frenar las fuerzas de Brainiac, Brainiac logra reducir y embotellar la Tierra. Sin embargo, la Liga usa un mech masivo para liberar la Tierra y restaurarla a su tamaño normal. Al sentir que no tiene ningún propósito, Brainiac se autodestruye. Debido al gran radio de explosión, Batman convence a Brainiac para que recolecte monedas para evitar que Brainiac detone. Brainiac es entonces arrestado y puesto en prisión.[41]
- Brainiac aparece como el villano final en DC Super Hero Girls: Juegos Intergalácticos, con la voz de Fred Tatasciore. Aparece como el cerebro detrás de Lena Luthor, quién construye robots para él. Después de que ella no logra destruir a los héroes, Brainiac la deja para que se ahogue y use los robots (incluido Platinum, uno de los Hombres de Metal) que usó para construirse un cuerpo gigante con todas las armas necesarias para contrarrestar los poderes de los superhéroes. Su cuerpo robótico se destruye con los esfuerzos combinados de los héroes a través de Platinum, que se sacrifica para destruirlo. Sin embargo, al final, él todavía está vivo y se va a lugares desconocidos.
- La encarnación de Brainiac en Red Son aparece en Superman: Red Son, con la voz de Paul Williams.
- Brainiac aparece en Justice Society: World War II, con la voz de Darin De Paul. Esta versión maneja balas de kryptonita.
- Brainiac aparece en Legion of Super-Heroes (2023), con la voz de Darin De Paul. Esta versión fundó el Círculo Oscuro en un intento de resucitarse, solo para ser destruido por la Legión.

### Videojuegos
- Brainiac fue el jefe final en el juego de arcade Superman publicado por Taito Corporation en 1988.
- Brainiac fue el último jefe en el juego de 1992 Sunsoft Superman.
- En Superman 64, Brainiac de la DCAU aparece no solo como un jefe de nivel, sino también como un personaje jugable en el modo multijugador. Sin embargo, cuando el jugador se enfrenta a Brainiac en el nivel final del juego, Brainiac simplemente permanece en su lugar a menos que el jugador intente usar la visión de calor en él.
- Superman se vio obligado a detener a Brainiac y salvar el mundo luego de que Brainiac secuestró a Lois Lane en el Sega Master System y el videojuego de Sega Genesis Superman: Man of Steel.
- En el videojuego de Xbox Superman: Man of Steel, Brainiac 13 es el jefe final del juego. Los jugadores deben competir contra los drones B13 a lo largo del juego, antes de enfrentar al Android en el nivel final.
- Brainiac apareció en el concepto de arte en las versiones de consola y como jefe principal en la versión de Superman Returns de Nintendo DS, que se ve muy diferente de otras encarnaciones.
- Brainiac aparece en el videojuego Justice League Heroes con la voz de Peter Jessop. En el juego, Brainiac primero invadió los S.T.A.R. Labs y ordenó a una gran legión de robots que sellaran el área. Batman y Superman se dirigen a los S.T.A.R. Labs, destruyen los robots de Brainiac y luchan contra Brainiac. Más tarde, la Liga se infiltra en su fortaleza subterránea en la tierra y se enfrenta a Brainiac en combate. Brainiac, derrotado, más tarde es resucitado / poseído por el villano Darkseid.
- Corey Burton retoma su papel como Brainiac en DC Universe Online. Aquí, Brainiac regresa a la Tierra y tanto los superhéroes como otros supervillanos del universo DC apelan a una tregua para combatir a Brainiac. También es (indirectamente) la fuente de los poderes de los personajes de los jugadores, ya que una versión futura de Lex Luthor usó su tecnología para crear "exobytes", nanorrobots altamente avanzados con la capacidad de infundir a un host orgánico con superpoderes. Brainiac también parece ser capaz de crear Avatares y Subvatares a partir de la información digitalizada sobre poderes sobrehumanos, robots enormes que utilizan habilidades tecnológicas, meta o mágicas.
- En el videojuego Scribblenauts Unmasked: A DC Comics Adventure, Brainiac es el líder secreto de los supervillanos y el principal antagonista. Con la ayuda del Doppelgänger de Scribblenauts, quiere usar el mundo de Starites y Lily para invocar y fusionarse con los otros 51 Brainiacs y convertirse en un ser "perfecto". Se une a otros villanos de DC Comics para obtener los Starites, y cada uno no lo hace. Cuando llega la Liga de la Justicia, piratea a Cyborg y usa a Lex Luthor, el Joker, Harley Quinn, Cheetah, el Profesor Zoom, el Ocean Master y el Sinestro Corps para luchar contra sus nemeses respectivos, de nuevo, cada uno falla. Cuando la Liga de la Justicia llega a Brainiac, él roba el globo de Lily, agrega la última Starite, teletransporta a la Liga de la Justicia y pone su plan en acción. Después de traicionar a Doppelganger, Brainiac y sus clones comienzan a fusionarse. Maxwell logra convocar versiones alternativas de la Liga de la Justicia para derrotarlo y recuperar el globo.
- Suicide Squad: Kill the Justice League Brainiac ha invadido la Tierra y ha comenzado a lavar el cerebro de sus habitantes, incluidos miembros de la Liga de la Justicia Superman, Flash y Linterna Verde, y Batman, con Mujer Maravilla como único miembro aparente que no está bajo el control de Brainiac, el control mental de esta versión Brainiac aparentemente es irreversible debido a las modificaciones genéticas, sin embargo, en realidad Brainiac nunca consiguió someter a ningún miembro de la Liga de la Justicia, usando clones en su lugar. Sin la ayuda de los héroes, depende del Escuadrón Suicida salvar el mundo asesinando a la Liga de la Justicia y deteniendo a Brainiac. Es el antagonista principal y cada temporada tienes que derrotar al mismo villano hasta liberar a la auténtica Liga de la Justicia y encerrar al villano bajo la custodia de A.R.G.U.S..

#### Injusticeseries
- Brainiac hace una aparición en las versiones IOS / Android de Injustice: Gods Among Us como tarjeta de apoyo.
- Brainiac aparece como el antagonista central y un personaje jugable en Injustice 2, con la voz de Jeffrey Combs.[42][43] Esta versión de Brainiac ha destruido miles de millones de mundos poblados, incluido Krypton, una desviación de la mayoría de las versiones, donde simplemente recoge Kandor y continúa, dejando al planeta para que muera de muerte natural. Antes de destruir a Krypton, logra agregar Kandor y Argo City a su colección (como se reveló en el final de Supergirl). Alertado a la Tierra y la existencia de Superman, a quien él cree que es el último kryptoniano, después de que Superman's Regime mata a muchos miembros del Green Lantern Corps, Brainiac llega a la Tierra para recoger sus ciudades, lo que lo pone en conflicto con el Regime y Batman Insurgency. Él conspira con Gorilla Grodd y la Sociedad, quienes asisten a Brainiac en su invasión, aunque una vez que se hace evidente que Brainiac planea destruir la Tierra, la Sociedad se disuelve. Gorilla Grodd sigue sirviendo a Brainiac, Aquaman y Black Adam durante la invasión de Kahndaq antes de que pueda hacerlo. Se sorprende al saber que Kara Zor-El sobrevivió al ataque a Krypton junto a su prima, su nave quedó fuera de curso y fue puesta en animación suspendida, para ser encontrada más tarde por Black Adam y llevada por los restos sobrevivientes del régimen, y busca agregarla a su colección como bien. Los superhéroes y supervillanos de la Insurgencia y el Régimen se ven obligados a unirse para tener la oportunidad de detenerlo. Después de que Superman derrota a Batman y la Insurgencia y restaura el gobierno del Régimen sobre la Tierra, mata a Brainiac y libera a todos los guerreros atrapados en la colección de Brainiac, dándole un ejército de miles de millones de soldados kryptonianos, daxamitas y zarianos para usar para mantener su control. sobre la tierra Superman también se une a la nave de Brainiac y utiliza su tecnología para convertir a Batman en un esclavo sin mente. Superman entonces se enfrenta a un Supergirl encarcelado, y, para su horror, amenaza con hacerle lo mismo a ella si no se une al Régimen. En el final de Brainiac, la versión que derrotó a Brainiac resultará ser su descendiente. Los finales de los otros personajes o Brainiac serán asesinados o entregados a las autoridades. La versión de Injustice de Brainiac se basa principalmente en la versión posterior a 2008 del personaje, siendo un científico coluano genéticamente y cibernéticamente mejorado con un intelecto de duodécimo nivel, su buque insignia del cráneo, un ejército de sondas robóticas, una flota de control mental. barcos más pequeños, y la resistencia / resistencia para igualar físicamente a Superman. Además de Brainiac 5, Brainiac 6 es referenciado en su diálogo anterior a la batalla si Brainiac lucha con Brainiac, uno de ellos revela que es el descendiente del otro y el otro lo desafía a demostrar su valía como heredero.

#### Legoseries
- Brainiac hace una aparición en Lego Batman 2: DC Super Heroes, con la voz de Troy Baker. Se lo ve brevemente en la escena final de la historia principal observando a la Tierra desde una nave espacial en órbita, y luego de ver a Green Lantern disparar un rayo verde que invoca a otros al planeta, Brainiac murmura: "Lo he localizado". Brainiac también es un personaje de lucha y desbloqueable, que se encuentra en Gotham Park.
- Brainiac aparece en Lego Batman 3: Beyond Gotham como el principal antagonista, ahora expresado por Dee Bradley Baker. Él convoca a representantes de todos los cuerpos de linternas conocidos (como Sinestro, Atrocitus, Star Sapphire y Hal Jordan) para reclamar sus energías, que alimentarán un cristal que encogerá la Tierra. Según él, ha perdido el apetito por ciudades simples y planea reclamar mundos enteros. La Liga de la Justicia y la Legión del Mal en derrotarlo en su nave, pero el villano se escapa cuando la nave se estrella en Gotham. Brainiac regresa una vez que la Tierra vuelve a su tamaño normal, controlando mentalmente a un Superman de tamaño gigante, pero finalmente es derrotado y encogido, colocado al lado de Lex Luthor y el Joker en Arkham Asylum. Sin embargo, Luthor rompe inadvertidamente la botella que lo sostiene, liberándolo una vez más, después de lo cual Brainiac, como se muestra con un puño cerrado, se prepara para atacarlos de manera vengativa.
- Dee Bradley Baker retoma su papel para un breve cameo en Lego Dimensions. Brainiac es convocado a la Tierra Media por el Riddler para luchar contra los héroes con los Orcos controlados por la mente.
- Brainiac aparece como un personaje jugable en Lego DC Super-Villains, con Corey Burton repitiendo su papel desde el DC Animated Universe. Cuando Gorilla Grodd, Killer Frost, Scarecrow y Rookie viajan a Smallville, buscan algo para llegar al espacio, lo que sugiere la nave de Brainiac. Brainiac se desbloquea al reunir su ficha en el nivel final, "Darkseid of the Moon".

### Serie web
Brainiac aparece en el segundo episodio de Justice League: Gods and Monsters Chronicles (un compañero de Justice League: Gods and Monsters), con la voz de Tara Strong. Esta versión se describe como un plan de contingencia establecido por el Doctor Sivana para acabar con Superman. Se demuestra que Brainiac ha perdido el control sobre sus inconmensurables poderes psíquicos, creando una cúpula de energía a su alrededor en Metrópolis. Se muestra que los efectos derriban los helicópteros de ataque y envían a los coches a volar. Según lo declarado por su creador, solo una pequeña ojiva nuclear podría detenerlo, o Superman. Superman aparece y penetra en la cúpula, viendo a Brainiac por quién es él: un niño lloroso, de piel azul, con tres diodos en la cabeza, sin su brazo izquierdo. A pesar de sus intentos de razonar con él y de convencer a Brainiac para que controle sus poderes, Superman mata a Brainiac a regañadientes con su visión de calor para sacarlo de su miseria, muy a su pesar.

### Libros
- Brainiac aparece en The Last Days of Krypton, una novela de Kevin J. Anderson.[44] Esta versión de Brainiac se conoce como Brain InterActive Construct, que luego fue rebautizada como Brainiac por el Comisionado Zod. Brainiac había admirado la belleza y la arquitectura de Kandor, y quería preservar la ciudad de la destrucción si el desastre golpea a Krypton como lo hizo en su planeta natal de Colu. Zod permitió que Brainiac tomara a Kandor, afirmando que Brainiac podía tener la ciudad, ya que el resto de Krypton le pertenecía. La nave de Brainiac disparó tres láseres que golpearon la corteza circundante alrededor de Kandor y, literalmente, levantaron la ciudad de la superficie de Krypton. Luego un campo de fuerza se erigió alrededor de la ciudad que se contrajo, encogiendo la ciudad y sus habitantes. Brainiac se marchó sin causar más destrucción ni apoderarse de otras ciudades kryptonianas.
- Brainiac (referido nuevamente como "The Collector of Worlds") se presenta en el número 20 de la serie de cómics Young Justice, basada en el show.[45]